# جوزيب يورانوفيتش
جوزيب يورانوفيتش (مواليد 16 أغسطس 1995) هو لاعب كرة قدم كرواتي يلعب في مركز المدافع في نادي سلتيك.

## وصلات خارجية
- جوزيب يورانوفيتش على موقع الاتحاد الدولي (مؤرشف)  (الإنجليزية)
- جوزيب يورانوفيتش على موقع الاتحاد الأوربي (الإنجليزية)
- جوزيب يورانوفيتش على موقع اتحاد كرواتيا (الكرواتية)
- جوزيب يورانوفيتش على موقع إي إس بي إن إف سي (الإنجليزية)
- جوزيب يورانوفيتش على موقع قاعدة بيانات كرة القدم.إي يو (الإنجليزية)
- جوزيب يورانوفيتش على موقع ناشيونال فوتبول تيمز (الإنجليزية)
- جوزيب يورانوفيتش على موقع Soccerbase.com (لاعب) (الإنجليزية)
- جوزيب يورانوفيتش على موقع Soccerway.com (الإنجليزية)
- جوزيب يورانوفيتش على موقع عالم كرة القدم.نت (الإنجليزية)